# Nothotalisia
Nothotalisia, novi rod tropskog drveća i grmova iz porodice Picramniaceae. Pripada mu tri vrste, od kojih su dvije vrste otkrivene 2011. nove znanosti, treća vrsta Nothotalisia peruviana izvorno je opisana kao Talisia peruviana u porodici Sapindaceae.
Rod je opisan 2011.; tipična vrsta je Nothotalisia piranii  W.W.Thomas iz Perua

## Vrste
1. Nothotalisia cancellata W.W.Thomas
2. Nothotalisia peruviana (Standl.) W.W.Thomas
3. Nothotalisia piranii W.W.Thomas